# William Stallings
William Stallings (ur. 1945) jest amerykańskim badaczem nauk informatycznych, najbardziej znanym dzięki swoim książkom na temat systemów operacyjnych, sieci komputerowych, architektury komputerów i kryptografii.
Stallings otrzymał tytuł bakałarza z elektrotechniki na Uniwersytecie Notre Dame oraz obronił doktorat z informatyki na MIT. Obecnie pracuje jako niezależny konsultant.
Wiele jego książek jest używanych jako podręczniki akademickie. Dziesięciokrotnie nagrodzony za najlepsze publikacje roku z dziedziny informatyki i inżynierii przyznawane przez organizację nonprofit Text and Academic Authors Association.
Do jego najbardziej znanych książek należą:
- Computer Organization and Architecture
  - Tłumaczenie polskie: Organizacja i architektura systemu komputerowego, Wydawnictwa Naukowo-Techniczne, ISBN 83-204-2892-0 (wyd. 3)
- Cryptography and Network Security: Principles and Practice
  - Tłumaczenie polskie: Kryptografia i bezpieczeństwo sieci komputerowych: matematyka szyfrów i techniki kryptologii, Wydawnictwo Helion, ISBN 978-83-246-2986-2
- Data and Computer Communications
- Operating Systems - Internals and Design Principles
  - Tłumaczenie polskie: Systemy operacyjne: struktura i zasady budowy, Wydawnictwo Naukowe PWN
- Wireless Communications and Networking